# Aphaenogaster splendida
Aphaenogaster splendida é uma espécie de inseto do gênero Aphaenogaster, pertencente à família Formicidae.